# Phoolchand Hembram
Phoolchand Hembram (sinh ngày 15 tháng 12 năm 1989) là một cầu thủ bóng đá người Ấn Độ thi đấu ở vị trí hậu vệ cho Mohammedan ở I-League.

## Sự nghiệp
Trước khi thi đấu cho Mohammedan, Hambram thi đấu cho Techno Aryan F.C. ở Calcutta Football League. Sau đó anh gia nhập Mohammedan và anh ra mắt ngày 20 tháng 10 năm 2013 trước Rangdajied United F.C. ở I-League mà anh đá chính và thi đấu cả trận chung cuộc Mohammedan giành chiến thắng 3–0.

## Thống kê sự nghiệp
Tính đến 27 tháng 10 năm 2013
| Câu lạc bộ          | Mùa giải            | Giải vô địch        | Giải vô địch | Giải vô địch | Cúp Liên đoàn | Cúp Liên đoàn | Cúp Durand | Cúp Durand | AFC     | AFC       | Tổng    | Tổng      |
| Câu lạc bộ          | Mùa giải            | Hạng đấu            | Số trận      | Bàn thắng    | Số trận       | Bàn thắng     | Số trận    | Bàn thắng  | Số trận | Bàn thắng | Số trận | Bàn thắng |
| ------------------- | ------------------- | ------------------- | ------------ | ------------ | ------------- | ------------- | ---------- | ---------- | ------- | --------- | ------- | --------- |
| Mohammedan          | 2013–14             | I-League            | 3            | 0            | 0             | 0             | —          | —          | —       | —         | 3       | 0         |
| Tổng cộng sự nghiệp | Tổng cộng sự nghiệp | Tổng cộng sự nghiệp | 3            | 0            | 0             | 0             | 0          | 0          | 0       | 0         | 3       | 0         |